# غافين وودز
غافين وودز (بالإنجليزية: Gavin Woods)‏ هو لاعب كرة الماء أسترالي، ولد في 1 مارس 1978.

## وصلات خارجية
- غافين وودز على موقع اللجنة الأولمبية الدولية (الإنجليزية)
- غافين وودز على موقع أوليمبيديا (الإنجليزية)
- غافين وودز على موقع اللجنة الأولمبية الأسترالية (الإنجليزية)